# Söderkåkar (film)
Söderkåkar är en svensk komedifilm från 1932 i regi av Weyler Hildebrand. I huvudrollerna ses Gideon Wahlberg, Edvard Persson, Dagmar Ebbesen, Weyler Hildebrand, Björn Berglund, Astrid Carlson, Ola Isene och Rut Holm.

## Handling[1]
På en tomt på Söders höjder i Stockholm står det två hus. I det ena bor muraren Johan med hustrun Hanna, deras son Gunnar är ute till sjöss. I det andra huset bor Johans bror Erik med sin hustru Aurora. Hos dem bor även Maj-Britt som är dotter till Auroras avlidna syster samt hembiträdet Malin, som uppvaktas av både polisen Karlsson och brevbäraren Olsson.

## Om filmen
Folklustspelet Söderkåkar av Gideon Wahlberg uppfördes för första gången 1930 på Tantolundens friluftsteater, och var en av urtyperna för buskisfilm och pilsnerfilm. Filmen hade premiär 26 augusti 1932 på biograf Metropol i Gävle. Stockholmspremiär dagen därpå på biograferna Astoria och Plaza. Filmen har visats vid ett flertal tillfällen i SVT.
1970 gjordes en TV-serie i sex avsnitt av samma folklustspel, se Söderkåkar (TV-serie).

## Rollista (i urval)[5]
- Gideon Wahlberg – Johan Jansson, murarbas
- Dagmar Ebbesen – Hanna, hans hustru
- Björn Berglund – Gunnar, deras son, styrman
- Edvard Persson – Lasse Larsson, snickare
- Helga Brofeldt – Jana, hans huskors
- Erik Johansson – Erik "Jerker" Jeson, Johans bror
- Nita Hårleman – Aurora, hans hustru
- Astrid Carlson – Maj-Britt, Auroras systerdotter
- Rut Holm – Malin, Eriks hembiträde
- Weyler Hildebrand – Karlsson, polis
- Ola Isene – Olsson, brevbärare
- Wictor Hagman – direktör David Josephson, procentare
- Nils Karlsson – målare ombord
- Helge Andersson – Josephsons advokat
- Mona Geijer-Falkner – damen på parkbänken

## Musik i filmen[6]
- Jag kommer i kväll under balkongen, kompositör Sten Axelson, text Åke Söderblom, sång Björn Berglund och Greta Wassberg som dubbar Astrid Carlsson.
- I älskande hjärtan är det vår, kompositör Erik Baumann, sång Björn Berglund och Greta Wassberg som dubbar Astrid Carlsson.
- Helan går, sjungs av okänd manlig sångare.
- Bä, bä, vita lamm, kompositör Alice Tegnér, text August Strindberg efter barnramsan Ba, Ba, Black Sheep, sång Inga-Lilly Forsström och Björn Berglund.
- Mandom, mod och morske män, text Richard Dybeck, sång Björn Berglund och Greta Wassberg som dubbar Astrid Carlsson.
- Intermezzo (Henneberg), kompositör Albert Henneberg, instrumental.
- Beskuggad av björk och lindar, framförs på gitarr med sång av Gideon Wahlberg.
- Kinderszenen, op. 15. Träumerei, kompositör Robert Schumann, instrumental.
- Torparkalas, kompositör Ernst Schleich och Folkelin, text Folkelin, framförs på gitarr av Gideon Wahlberg, dragspel och sång Edvard Persson.
- Älvsborgsvisan (Ny Elfsborgsvisa/Den blomsterprydda gondolen gled), text August Wilhelm Thorsson, framförs på gitarr med sång av Gideon Wahlberg.
- Alpens ros (Högt på alpens isbelagda spira/Uppå alpens isbelagda spira), text Wilhelmina Hoffman, sång och dragspel Edvard Persson.
- Hjalmar och Hulda (På blomsterklädd kulle satt Hjalmar och qwad), text Wilhelmina Stålberg, framförs på gitarr med sång av Gideon Wahlberg.
- Lilla Lisa gick och sydde, text Sam Hagström, sång och dragspel Edvard Persson.
- Det var en gång en vacker flicka framförs på gitarr av Gideon Wahlberg, dragspel och sång Edvard Persson.
- Kinothek, kompositör Giuseppe Becce, instrumental.

## DVD
Filmen gavs ut på DVD 2016.